# Lijst van voetbalinterlands Oman - Saoedi-Arabië
Deze lijst van voetbalinterlands is een overzicht van alle officiële voetbalwedstrijden tussen de nationale teams van Oman en Saoedi-Arabië. De buurlanden speelden tot op heden 25 keer tegen elkaar. De eerste ontmoeting, een wedstrijd tijdens de Golf Cup of Nations 1976, vond plaats in Doha (Qatar) op 4 april 1976. Het laatste duel, een groepswedstrijd tijdens de Golf Cup of Nations 2024, werd gespeeld op 31 december 2024 in Koeweit.

## Wedstrijden
| №  | Plaats    | Datum            | Competitie                 | Wedstrijd            | Uitslag |
| -- | --------- | ---------------- | -------------------------- | -------------------- | ------- |
| 1  | Doha      | 4 april 1976     | Golf Cup of Nations 1976   | Saoedi-Arabië – Oman | 3 – 1   |
| 2  | Bagdad    | 27 maart 1979    | Golf Cup of Nations 1979   | Saoedi-Arabië – Oman | 4 – 0   |
| 3  | Abu Dhabi | 31 maart 1982    | Golf Cup of Nations 1982   | Saoedi-Arabië – Oman | 3 – 0   |
| 4  | Muscat    | 13 maart 1984    | Golf Cup of Nations 1984   | Oman − Saoedi-Arabië | 1 − 3   |
| 5  | Jeddah    | 26 oktober 1984  | Azië Cup 1984 kwalificatie | Saoedi-Arabië − Oman | 6 − 0   |
| 6  | Riffa     | 28 maart 1986    | Golf Cup of Nations 1986   | Saoedi-Arabië − Oman | 3 − 1   |
| 7  | Riyad     | 2 maart 1988     | Golf Cup of Nations 1988   | Oman − Saoedi-Arabië | 0 − 2   |
| 8  | Doha      | 4 december 1992  | Golf Cup of Nations 1992   | Oman − Saoedi-Arabië | 0 − 2   |
| 9  | Abu Dhabi | 4 november 1994  | Golf Cup of Nations 1994   | Oman − Saoedi-Arabië | 1 − 2   |
| 10 | Muscat    | 15 oktober 1996  | Golf Cup of Nations 1996   | Oman − Saoedi-Arabië | 0 − 1   |
| 11 | Riffa     | 5 november 1998  | Golf Cup of Nations 1998   | Oman − Saoedi-Arabië | 0 − 1   |
| 12 | Riyad     | 26 januari 2002  | Golf Cup of Nations 2002   | Saoedi-Arabië − Oman | 2 − 0   |
| 13 | Koeweit   | 6 januari 2004   | Golf Cup of Nations 2003   | Oman − Saoedi-Arabië | 1 − 2   |
| 14 | Singapore | 1 juli 2007      | Vriendschappelijk          | Oman − Saoedi-Arabië | 1 − 1   |
| 15 | Muscat    | 17 januari 2009  | Golf Cup of Nations 2009   | Oman − Saoedi-Arabië | 0 − 0   |
| 16 | Salalah   | 12 augustus 2009 | Vriendschappelijk          | Oman − Saoedi-Arabië | 2 − 1   |
| 17 | Seeb      | 2 september 2011 | WK 2014 kwalificatie       | Oman − Saoedi-Arabië | 0 − 0   |
| 18 | Riyad     | 15 november 2011 | WK 2014 kwalificatie       | Saoedi-Arabië − Oman | 0 − 0   |
| 19 | Koeweit   | 28 december 2017 | Golf Cup of Nations 2017   | Saoedi-Arabië − Oman | 0 − 2   |
| 20 | Doha      | 2 december 2019  | Golf Cup of Nations 2019   | Oman − Saoedi-Arabië | 1 − 3   |
| 21 | Muscat    | 7 september 2021 | WK 2022 kwalificatie       | Oman − Saoedi-Arabië | 0 − 1   |
| 22 | Jeddah    | 27 januari 2022  | WK 2022 kwalificatie       | Saoedi-Arabië – Oman | 1 – 0   |
| 23 | Basra     | 12 januari 2023  | Golf Cup of Nations 2023   | Saoedi-Arabië − Oman | 1 − 2   |
| 24 | Ar Rayyan | 16 januari 2024  | Azië Cup 2023              | Saoedi-Arabië − Oman | 2 − 1   |
| 25 | Koeweit   | 31 december 2024 | Golf Cup of Nations 2024   | Oman − Saoedi-Arabië | 2 − 1   |

## Samenvatting
| Competitie            | Totaal gespeeld | Winst Oman | Gelijk | Winst Saoedi-Arabië | Doelsaldo Oman – Saoedi-Arabië |
| --------------------- | --------------- | ---------- | ------ | ------------------- | ------------------------------ |
| WK-kwalificatie       | 4               | 0          | 2      | 2                   | 0 − 2                          |
| Azië Cup              | 1               | 0          | 0      | 1                   | 1 − 2                          |
| Azië Cup-kwalificatie | 1               | 0          | 0      | 1                   | 0 − 6                          |
| Golf Cup of Nations   | 17              | 3          | 1      | 13                  | 12 − 33                        |
| Vriendschappelijk     | 2               | 1          | 1      | 0                   | 3 − 2                          |
| Totaal                | 25              | 4          | 4      | 17                  | 16 − 45                        |

OFA · A-internationals · Bondscoaches · Statistieken · Olympisch elftal · Oman U21 · Oman U20 · Oman U19 · Oman U18 · Oman U17
1970 – 1979 · 
1980 – 1989 · 
1990 – 1999 · 
2000 – 2009 · 
2010 – 2019 ·
2020 − 2029
1974 · 
1975 · 
1976 · 
1977 · 
1978 · 
1979 · 
1980 · 
1981 · 
1982 · 
1983 · 
1984 · 
1985 · 
1986 · 
1987 · 
1988 · 
1989 · 
1990 · 
1991 · 
1992 · 
1993 · 
1994 · 
1995 · 
1996 · 
1997 · 
1998 · 
1999 · 
2000 · 
2001 · 
2002 · 
2003 · 
2004 · 
2005 · 
2006 · 
2007 · 
2008 · 
2009 · 
2010 · 
2011 · 
2012 · 
2013 · 
2014 ·
2015 ·
2016 ·
2017 ·
2018 ·
2019 ·
2020 ·
2021 ·
2022 ·
2023
Afghanistan ·
Algerije ·
Australië ·
Azerbeidzjan ·
Bahrein ·
Bangladesh ·
Benin ·
Bhutan ·
Bosnië en Herzegovina ·
Brazilië ·
Bulgarije ·
Burkina Faso ·
Chili ·
China ·
Congo-Kinshasa ·
Costa Rica ·
Duitsland ·
Ecuador ·
Egypte ·
Estland ·
Filipijnen ·
Finland ·
Gabon ·
Guam ·
Haïti ·
Hongkong ·
Ierland ·
India ·
Indonesië ·
Irak ·
Iran ·
Japan ·
Jemen ·
Jordanië ·
Kazachstan ·
Kenia ·
Kirgizië ·
Koeweit ·
Kosovo ·
Laos ·
Letland ·
Libanon ·
Liberia ·
Libië ·
Macau ·
Malediven ·
Maleisië ·
Mali ·
Marokko ·
Mauritanië ·
Mozambique ·
Myanmar ·
Nepal ·
Nieuw-Zeeland ·
Noord-Korea ·
Noord-Macedonië ·
Noorwegen ·
Oezbekistan ·
Pakistan ·
Palestina ·
Paraguay ·
Qatar ·
Saoedi-Arabië ·
Senegal ·
Singapore ·
Slovenië ·
Soedan ·
Somalië ·
Sri Lanka ·
Syrië ·
Tadzjikistan ·
Taiwan ·
Thailand ·
Togo ·
Tunesië ·
Turkmenistan ·
Uruguay ·
Verenigde Arabische Emiraten ·
Verenigde Staten ·
Vietnam ·
Wit-Rusland ·
Zambia ·
Zimbabwe ·
Zuid-Korea ·
Zweden ·
Zwitserland
SAFF · A-internationals · Selecties · Bondscoaches · Statistieken · Saoedi-Arabisch vrouwenelftal · Saoedi-Arabië U21 · Saoedi-Arabië U20 · Saoedi-Arabië U19 · Saoedi-Arabië U18 · Saoedi-Arabië U17
1950 – 1959 · 
1960 – 1969 · 
1970 – 1979 · 
1980 – 1989 · 
1990 – 1999 · 
2000 – 2009 · 
2010 – 2019 ·
2020 − 2029
WK 1994 · 
WK 1998 · 
WK 2002 · 
WK 2006 · 
WK 2018
OS 1984 · 
OS 1996 · 
OS 2020
1957 · 
1958 · 1959 · 1960 · 
1961 · 
1962 · 
1963 · 
1964 · 1965 · 1966 · 
1967 · 
1968 · 
1969 · 
1970 · 
1971 · 
1972 · 
1973 · 
1974 · 
1975 · 
1976 · 
1977 · 
1978 · 
1979 · 
1980 · 
1981 · 
1982 · 
1983 · 
1984 · 
1985 · 
1986 · 
1987 · 
1988 · 
1989 · 
1990 · 
1991 · 
1992 · 
1993 · 
1994 · 
1995 · 
1996 · 
1997 · 
1998 · 
1999 · 
2000 · 
2001 · 
2002 · 
2003 · 
2004 · 
2005 · 
2006 · 
2007 · 
2008 · 
2009 · 
2010 · 
2011 · 
2012 · 
2013 ·
2014 ·
2015 ·
2016 ·
2017 ·
2018 ·
2019 ·
2020 ·
2021 ·
2022 ·
2023
Afghanistan · 
Albanië ·
Algerije · 
Angola · 
Argentinië · 
Australië · 
Azerbeidzjan · 
Bahrein · 
Bangladesh · 
België · 
Bhutan · 
Bolivia · 
Brazilië · 
Bulgarije · 
Cambodja ·
Canada · 
Chili · 
China · 
Colombia ·
Congo-Brazzaville · 
Congo-Kinshasa · 
Costa Rica · 
Cyprus · 
Denemarken · 
Duitsland · 
Ecuador ·
Egypte · 
Engeland · 
Equatoriaal-Guinea ·
Estland · 
Finland · 
Frankrijk · 
Gabon · 
Gambia ·
Georgië · 
Ghana · 
Griekenland ·
Honduras · 
Hongarije · 
Hongkong · 
Ierland · 
IJsland · 
India · 
Indonesië · 
Irak · 
Iran · 
Italië ·
Jamaica · 
Japan · 
Jemen · 
Jordanië · 
Kameroen · 
Kazachstan · 
Kirgizië · 
Koeweit · 
Kroatië ·
Laos ·
Letland ·
Libanon · 
Libië · 
Liechtenstein · 
Litouwen ·
Luxemburg · 
Macau ·  
Maleisië · 
Mali · 
Marokko · 
Mauritanië · 
Mexico · 
Moldavië ·
Mongolië · 
Namibië · 
Nederland · 
Nepal · 
Nieuw-Zeeland · 
Nigeria · 
Noord-Korea ·
Noord-Macedonië ·
Noorwegen ·
Oeganda · 
Oekraïne · 
Oezbekistan · 
Oman · 
Oost-Timor ·
Pakistan ·
Palestina · 
Panama ·
Paraguay · 
Peru ·
Polen · 
Portugal · 
Qatar · 
Rusland · 
Schotland · 
Senegal · 
Singapore · 
Slovenië · 
Slowakije · 
Soedan · 
Spanje · 
Sri Lanka · 
Syrië · 
Tadzjikistan · 
Taiwan · 
Tanzania · 
Thailand · 
Togo · 
Trinidad en Tobago · 
Tsjechië · 
Tunesië · 
Turkije · 
Turkmenistan · 
Uruguay · 
Venezuela · 
Verenigde Arabische Emiraten · 
Verenigde Staten · 
Vietnam · 
Wales · 
Wit-Rusland · 
Zambia ·
Zimbabwe ·
Zuid-Afrika · 
Zuid-Jemen · 
Zuid-Korea · 
Zweden
Argentinië (1992) · 
Argentinië (2022) · 
Egypte (2018) · 
Oekraïne (2006) · 
Rusland (2018) ·
Spanje (2006) ·
Tunesië (2006) ·
Uruguay (2018)